# Minuskel 81
Minuskel 81 (in der Nummerierung nach Gregory-Aland), α 162 (von Soden) ist eine griechische Minuskelhandschrift des Neuen Testaments auf 282 Pergamentblättern (18 × 12,6 cm). Das Manuskript ist durch sein Kolophon auf das Jahr 1044 datiert. Die Handschrift ist nicht vollständig. 

## Beschreibung
Die Handschrift enthält den Text der Apostelgeschichte, Katholischen Briefe und Paulusbriefe mit Lücken (Apg 4,8-7,17; 17,28-23,9). Er wurde einspaltig mit je 23 Zeilen geschrieben. Die Handschrift enthält Prolegomena, Listen der κεφαλαια (für Jakobusbrief) und Lektionar-Markierungen.

## Text
Der griechische Text des Kodex repräsentiert den Alexandrinischen Texttyp mit einigen byzantinischen Lesarten. Kurt Aland ordnete ihn in Kategorie II ein.

## Geschichte
Die Handschrift wurde laut ihrem Kolophon vom Mönch Johannes auf Wunsch eines Mönchs Jakob geschrieben.
Tischendorf brachte 57 Blätter dieser Handschrift im Jahr 1853 aus Ägypten nach Europa und verkaufte sie 1854 an das British Museum. Sie wurde durch Tischendorf untersucht und veröffentlicht.
Die Teile des Kodex befinden sich zurzeit in der British Library (Add. 20003, 57 fol) in London und in der Bibliothek des Griechisch-Orthodoxen Patriarchats von Alexandria (59, 225 fol.).